# Тернава Нижняя
Терна́ва Ни́жняя (Тарнава/Тернава Нижна/Нижняя) — историческое село, существовавшее до 1946 года на берегах Сана. Одна часть территории села в настоящее время находится в Самборском районе нынешней Львовской области Украины, другая — в гмине Лютовиска Бещадского повята Подкарпатского воеводства Польши. Население в 1938 году составляло 929 жителей.

## История
Село было основано в 1537 году на основании привилегии, предоставленной краковским воеводой Петром Кмита священнику Василию Ильницкому. В 1640 году в селе уже существовала церковь. Следующий деревянный храм был построен в XVIII веке и простоял до конца XIX века. В 1894 году была возведена новая церковь Св.арх. Михаила (на правом берегу Сана), которая была разобрана после второй мировой войны. Церковный инвентарь был перенесён в церковь в Верхней Яблоньке.
В 1772—1918 вся Галиция, включая Надсанье, была в составе Австро-Венгрии. В 1918 Надсанье вошло в Западно-Украинскую Народную Республику, а с 1919 оно находилось в составе Польши. В селе проживало несколько родов застенковой шляхты: Гнедовские, Новоселецкие, Росцешевские, Ступницкие, Сиверские, Сикорские, Велушинские. В межвоенный период в селе существовала паровая лесопилка.
В 1931 году численность жителей Тернавы Нижней составляла 1065 человек, а в 1938 году — 929 жителей.
С 1939 года разделено между СССР и гитлеровской Германией, а после 2 мировой войны село пересекла государственная граница между СССР и Польшей.
Село было выселено в течение 1939—1946 годов, а строения разрушены. К настоящему времени сохранилось место, на котором была старая церковь и руины каменной колокольни (на украинской стороне), а также придорожный крест (на польской стороне).
В 1970-х территория села с польской стороны была варварским способом «рекультивирована» с использованием взрывчатки. Была сооружена гигантская ферма для выращивания нескольких тысяч голов крупного рогатого скота. В настоящее время ферма ликвидирована.
С 1991 территория разделена между Украиной и Польшей.